# Бенаавис
Бенаавис (на испански: Benahavís) е населено място и община в Испания. Намира се в провинция Малага, в състава на автономната област Андалусия. Общината влиза в състава на района (комарка) Коста дел Сол Оксидентал. Заема площ от 145 km². Населението му ето му е 4932 души (по преброяване от 2010 г.). Разстоянието до административния център на провинцията е 78 km.